# Stephen Toulmin
Stephen Edelston Toulmin (Londra, 25 marzo 1922 – Los Angeles, 4 dicembre 2009) è stato un filosofo britannico.

## Biografia
Stephen Toulmin studiò matematica e fisica al King's College di Cambridge. Durante la seconda guerra mondiale lavorò per il Ministero della produzione aerea, contribuendo allo sviluppo dei radar. Nel dopoguerra si recò in Germania per lavorare nella produzione aerea, ma presto tornò in patria per conseguire un dottorato in scienze morali a Cambridge, dove fu fortemente influenzato da Ludwig Wittgenstein, suo docente.
Nel 1949 divenne professore di filosofia della scienza a Oxford. La sua tesi di dottorato The Place of Reason in Ethics (1950) venne accolta con successo dalla critica accademica. La prima parte dell'opera è un attacco alla prevalenza delle teorie etiche, mentre la seconda suggerisce l'idea di dare un senso a un buon ragionamento nei contesti morali, una cosa che lui riteneva fondamentale per il progresso. Le concezioni razionalistiche del progresso scientifico sono il tema del secondo libro The Philosophy of Science: an Introduction (1953), che anticipa il lavoro di Thomas Kuhn.
La sua opera più influente fu The Uses of Argument (1958), che scrisse mentre era docente a Leeds. Il libro venne accolto con freddezza dagli ambienti anglosassoni, a differenza dei dipartimenti di retorica e comunicazione degli Stati Uniti. Definita un attacco alla logica, l'opera sostiene che i problemi dell'epistemologia derivano tutti da una confusione tra argomentazione formale e sostanziale. Gli approcci formali considerano tutte le considerazioni rilevanti come premesse e considerano formale ogni ragionamento finalizzato alla perfezione della validità. Toulmin al contrario sostiene che i ragionamenti sostanziali mirano a dimostrare che sarebbe ragionevole credere alla loro conclusione.
Nel 1965 si trasferì negli Stati Uniti, dove insegnò filosofia della scienza e etica alla Brandeis University, all'Università statale del Michigan, all'Università della California - Santa Cruz, all'Università di Chicago, alla Northwestern University e all'University of Southern California. Nel nuovo continente si occupò del razionale e del ragionabile e della relazione tra il particolare e l'universale. Toulmin venne influenzato dall'umanismo scettico di Montaigne, che non ha bisogno della ricerca della certezza scientifica di Cartesio.
Nel 1989 Toulmin venne eletto membro dell'American Academy of Arts and Sciences. Morì di infarto nel 2009.

## Vita privata
Toulmin sposò nel 1945 Margaret Alison Coutts, all'epoca assistente di laboratorio presso il Ministero dell'approvvigionamento. La coppia ebbe 4 figli.
Nel 1960 sposò June Goodfield, docente di filosofia con la quale scrisse l'opera in tre volumi The Ancestry of Science (1961–1965). Dopo un breve matrimonio con Nancy Baker, nel 1975 sposò Donna Anastasia Boyan.

## Opere
- An Examination of the Place of Reason in Ethics (1950) ISBN 0-226-80843-2
- The Philosophy of Science: An Introduction (1953)
- The Uses of Argument (1958) 2ª edizione 2003: ISBN 0-521-53483-6
- Metaphysical Beliefs, Three Essays (1957) con Ronald W. Hepburn e Alasdair MacIntyre
- The Riviera (1961)
- Seventeenth century science and the arts (1961)
- Foresight and Understanding: An Enquiry into the Aims of Science (1961) ISBN 0-313-23345-4
- The Fabric of the Heavens (The Ancestry of Science, volume 1) (1961) con June Goodfield ISBN 0-226-80848-3
- The Architecture of Matter (The Ancestry of Science, volume 2) (1962) con June Goodfield ISBN 0-226-80840-8
- Night Sky at Rhodes (1963)
- The Discovery of Time (The Ancestry of Science, volume 3) (1965) con June Goodfield ISBN 0-226-80842-4
- Physical Reality (1970)
- Human Understanding: The Collective Use and Evolution of Concepts (1972) ISBN 0-691-01996-7
- Wittgenstein's Vienna (1973) con Allan Janik
- On the Nature of the Physician's Understanding (1976)
- Knowing and Acting: An Invitation to Philosophy (1976) ISBN 0-02-421020-X
- An Introduction to Reasoning con Allan Janik e Richard D. Rieke (1979), 2ª ed. 1984; 3ª edizione 1997: ISBN 0-02-421160-5
- The Return to Cosmology: Postmodern Science and the Theology of Nature (1985) ISBN 0-520-05465-2
- The Abuse of Casuistry: A History of Moral Reasoning (1988) con Albert R. Jonsen ISBN 0-520-06960-9
- Cosmopolis: The Hidden Agenda of Modernity (1990) ISBN 0-226-80838-6
- Social Impact of AIDS in the United States (1993) con Albert R. Jonsen
- Beyond theory – changing organizations through participation (1996) con Björn Gustavsen (curatori)
- Return to Reason (2001) ISBN 0-674-01235-6

### Tradotte in italiano
- Ragione e etica: un esame del posto della ragione nell'etica, Roma, Ubaldini, 1970
- Che cosa è la filosofia della scienza, Roma, Ubaldini, 1968
- Previsione e conoscenza: un'indagine sugli scopi della scienza, Roma, A. Armando, 1982
- Cosmopolis: la nascita, la crisi e il futuro della modernità, prefazione di Mauro Ceruti, Milano/Udine, Mimesis, 2022
- Gli usi dell'argomentazione, Torino, Rosenberg & Sellier, 1975
- La grande Vienna: nella Vienna di Schonberg, di Musil, di Kokoschka e del dottor Freud la formazione intellettuale del grande filosofo Wittgenstein, Milano, Garzanti, 1980